# 사막·건조 관목지

사막·건조 관목지(영어: Deserts and xeric shrublands)는 세계 자연 기금에서 정의한 보통 건조 기후 지역에 나타나는 육상 생물군계의 일종이다. 사막과 건조 관목지는 지구 육지 표면적의 19%를 차지한다.
워낙 건조한 곳으로 강수량은 주변부를 제외하고 일반적으로 연간 250 mm 미만이다. 일반적으로 이러한 생태 지역에서 수분의 증발량이 강수량을 초과하게 된다. 이 지역의 온도 변동성도 다양하다. 북아프리카의 사하라 사막과 같은 많은 사막은 일년 내내 더운 편에 해당되지만, 동아시아의 고비 사막 같은 곳은 겨울에는 기온이 매우 춥게 느껴질 정도로 내려간다.
낮과 밤의 극단적인 온도 변화는 대부분 사막의 특징 중 하나이다. 이곳의 식물들은 수분 손실을 최소화하기 위한 방향으로 진화하였다.

## 같이 보기
- 사막
- 비그늘